# Salix hebecarpa
Salix hebecarpa là một loài thực vật có hoa trong họ Liễu. Loài này được (Fernald) Fernald miêu tả khoa học đầu tiên năm 1924.